# John F. Drinkwater
Pour les articles homonymes, voir Drinkwater.
Ne pas confondre avec le poète et dramaturge John Drinkwater.
John F. Drinkwater, né en 1947, est un historien britannique.

## Biographie
Il est professeur d'histoire romaine du Department of Classical & Archaeological Studies de l'université de Nottingham. Son domaine d'étude comprend la Gaule romaine (dont l'Empire « gaulois ») et les relations entre Romains et Germains.